# Helena Morsztynkiewiczowa

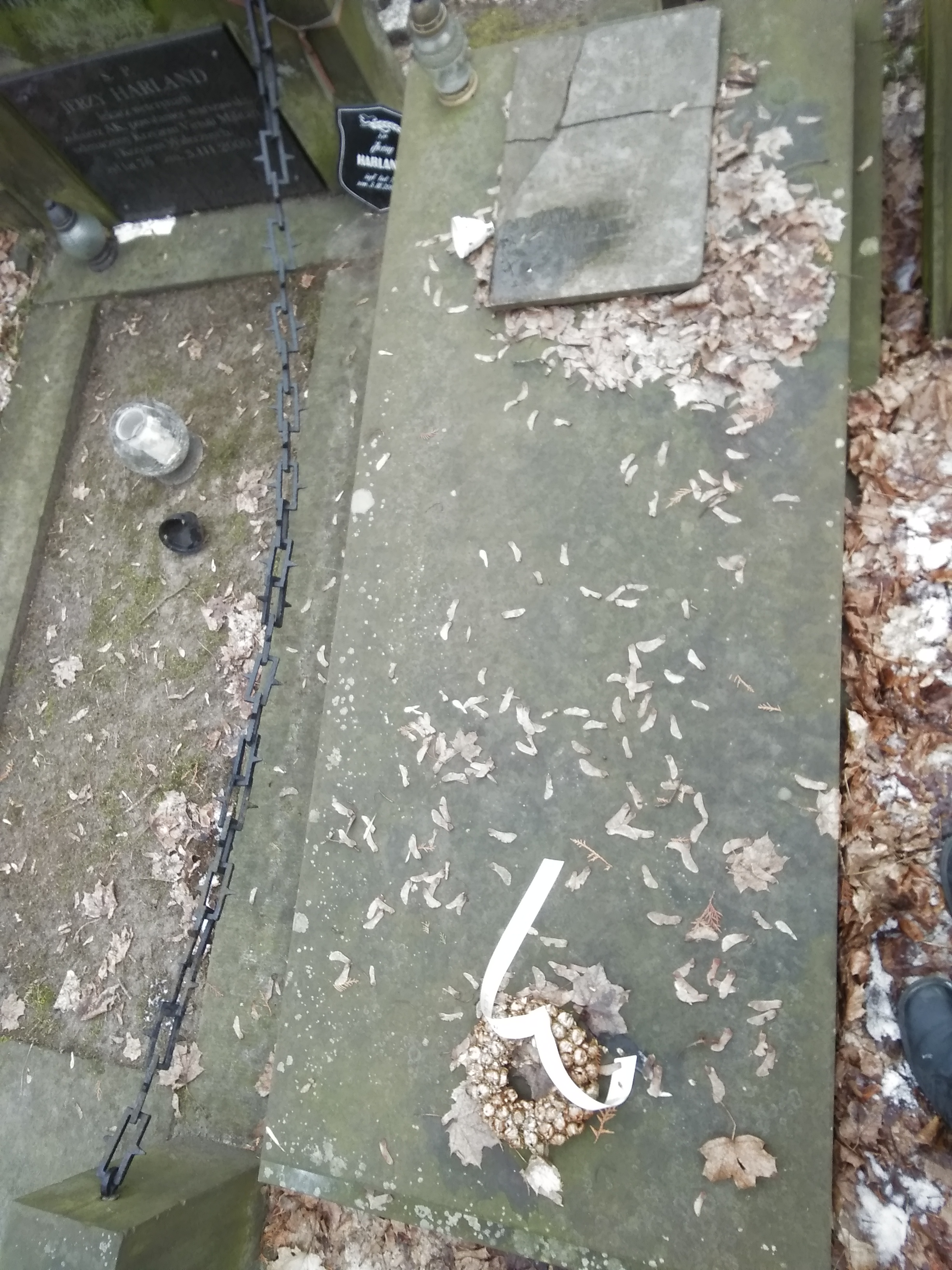
Grób Heleny Morsztynkiewicz na cmentarzu Powązkowskim

Helena Kurkiewicz-Morsztynkiewiczowa (ur. 1894, zm. 2 lipca 1983 w Warszawie) – polska architekt-urbanista.

## Życiorys
Podczas I wojny światowej działała w Polskiej Organizacji Wojskowej. 
W 1928 kończyła studia na Wydziale Architektury Politechniki Warszawskiej. Zajmowała się projektowaniem planów zagospodarowania przestrzennego polskich miast m.in. Buska-Zdroju, Falenicy, Otwocka, Zakopanego, gdyńskiego osiedla Oksywie razem z osiedlem bloków kolonii robotniczej. Plany jej autorstwa dotyczyły również warszawskiego Pola Mokotowskiego, Młocin, Żerania i Żoliborza. 
Od 1935 pełniła funkcję rzeczoznawcy Komisji Urbanizacyjnej Związku Miast Polskich. Podczas Polskiego Kongresu Mieszkaniowego w 1937 występując w imieniu grupy architektów zgłosiła rewolucyjne jak na ówczesne czasy wnioski dotyczące budownictwa społecznego i tanich mieszkań, które wskazywały państwo polskie jako regulatora ceny gruntów pod taką zabudowę oraz wykupującego grunty pod cele ogólnomiejskie. Pełniła funkcję redaktora „Biuletynu Urbanistycznego”. 
Podczas II wojny światowej pracowała w pracowni „U” przy Warszawskiej Spółdzielni Mieszkaniowej. Należała do zespołu kierowanego przez Zygmunta Skibniewskiego, który planował zagospodarowanie północnej części lewobrzeżnej Warszawy. Od 1945 pracowała w Biurze Odbudowy Stolicy. 
Była członkiem honorowym Towarzystwa Urbanistów Polskich.
Spoczywa na cmentarzu Powązkowskim w Warszawie (kwatera 236-2-5).

## Odznaczenia
- Krzyż Niepodległości, 1930
- Złota Odznaka „Odbudowa Warszawy”, 1947
- Srebrna Odznaka „Odbudowa Warszawy”, 1950
- Złoty Krzyż Zasługi, 1954 i 1956
- Srebrny Krzyż Zasługi
- Brązowy Krzyż Zasługi
- Medal 10-lecia Polski Ludowej